# Pisinna approximata
Pisinna approximata is een slakkensoort uit de familie van de Anabathridae. De wetenschappelijke naam van de soort is voor het eerst geldig gepubliceerd in 1884 door Petterd.